# Arrondissement d'Insterbourg
L'arrondissement d'Insterbourg est un arrondissement du district de Gumbinnen qui a existé de 1818 à 1945. Après que la ville d'Insterbourg ait été élevée au statut d'arrondissement urbain, elle n'inclue que les communes autour de la ville. De 1752 à 1818, il existae déjà un arrondissement d'Insterbourg en Prusse-Orientale, mais il couvre un territoire bien plus vaste.

## Géographie
L'arrondissement s'étend des deux côtés du Pregel à environ 70 kilomètres à l'est de la capitale provinciale de la Prusse-Orientale, Königsberg. Les districts voisins sont (en commençant par le nord et en tournant dans le sens des aiguilles d'une montre) les arrondissements de Niederung, Ragnit (à partir de 1922 Tilsit-Ragnit), Pillkallen, Gumbinnen et Darkehmen (de) dans le district de Gumbinnen et les arrondissements de Gerdauen, Wehlau et Labiau dans le district de Königsberg.

## Histoire
En 1752, le roi Frédéric II forme un arrondissement d'Insterbourg à partir des bureaux principaux d' Insterburg, Memel, Gumbinnen et Ragnit. Celle-ci a une superficie d'environ 8860 km² et en 1800 une population de 265 088 habitants .
Les réformes prussiennes créent une structure administrative uniforme dans toute la monarchie prussienne avec "l'ordonnance pour l'amélioration de l'établissement des autorités provinciales" du 30 avril 1815. Cela comprend une réforme complète des arrondissements en Prusse-Orientale, car les arrondissements créés en 1752 se sont avérés inappropriés et trop grands. Onze nouveaux arrondissements sont créés à partir de la zone de l'ancien arrondissement d'Insterbourg, dont un nouveau quartier beaucoup plus petit d'Insterbourg. Celui-ci comprend les paroisses d'Aulowönen (de), Berschkallen (de), Didlacken (de), Georgenburg (de), Insterbourg (de), Jodlauken (de), Norkitten (de), Pelleningken (de), Norkitten (de) et Saalau (de).
Le bureau de l'arrondissement est à Insterbourg.
Depuis le 3 décembre 1829, après la fusion des provinces de Prusse-Orientale et de Prusse-Occidentale, l'arrondissement fait partie de la nouvelle province de Prusse avec son siège à Königsberg.
Après la division de la province de Prusse en provinces de Prusse-Orientale et de Prusse-Occidentale le 1er avril 1878, l'arrondissement d'Insterbourg devient une partie de la Prusse-Orientale. Le 1er avril 1902, la ville d'Insterbourg quitte l'arrondissement et est transformée en ville-arrondissement.
Le 1er mai 1925, des parties du district de domaine d'Althof-Insterburg de l'arorndissement d'Insterbourg sont incorporées dans l'arrondissement urbain d'Insterbourg.
Le 30 septembre 1929, conformément aux développements dans le reste de l'État libre de Prusse, une réforme territoriale a lieu dans l'arrondissement d'Insterbourg, dans laquelle tous les districts de domaine sauf quatre sont dissous et attribués aux communes voisines. Dans le même temps, le district de domaine de Sziedlauken est transféré de l'arrondissement de Tilsit-Ragnit à l'arrondissement d'Insterbourg.
En janvier 1945, l'Armée rouge conquiert l'arrondissement et supprime les structures administratives existantes. L'arrondissement passe sous administration soviétique. Aujourd'hui, il fait partie de l'oblast russe de Kaliningrad.

## Évolution de la démographie

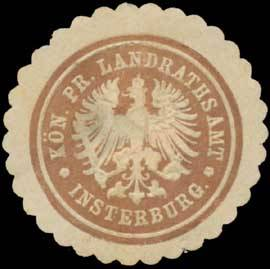
Marque de sceau (1850–1923)

| Année | Habitants | Source |
| ----- | --------- | ------ |
| 1818  | 31.104    | [ 3 ]  |
| 1846  | 58 694    | [ 4 ]  |
| 1871  | 66 788    | [ 5 ]  |
| 1890  | 71 782    | [ 6 ]  |
| 1900  | 74 577    | [ 6 ]  |
| 1910  | 46.110    | [ 6 ]  |
| 1925  | 44 775    | [ 6 ]  |
| 1933  | 43 514    | [ 6 ]  |
| 1939  | 43 028    | [ 6 ]  |

## Politique

### Administrateurs de l'arrondissement
- 1752–178200Johann George Goetz

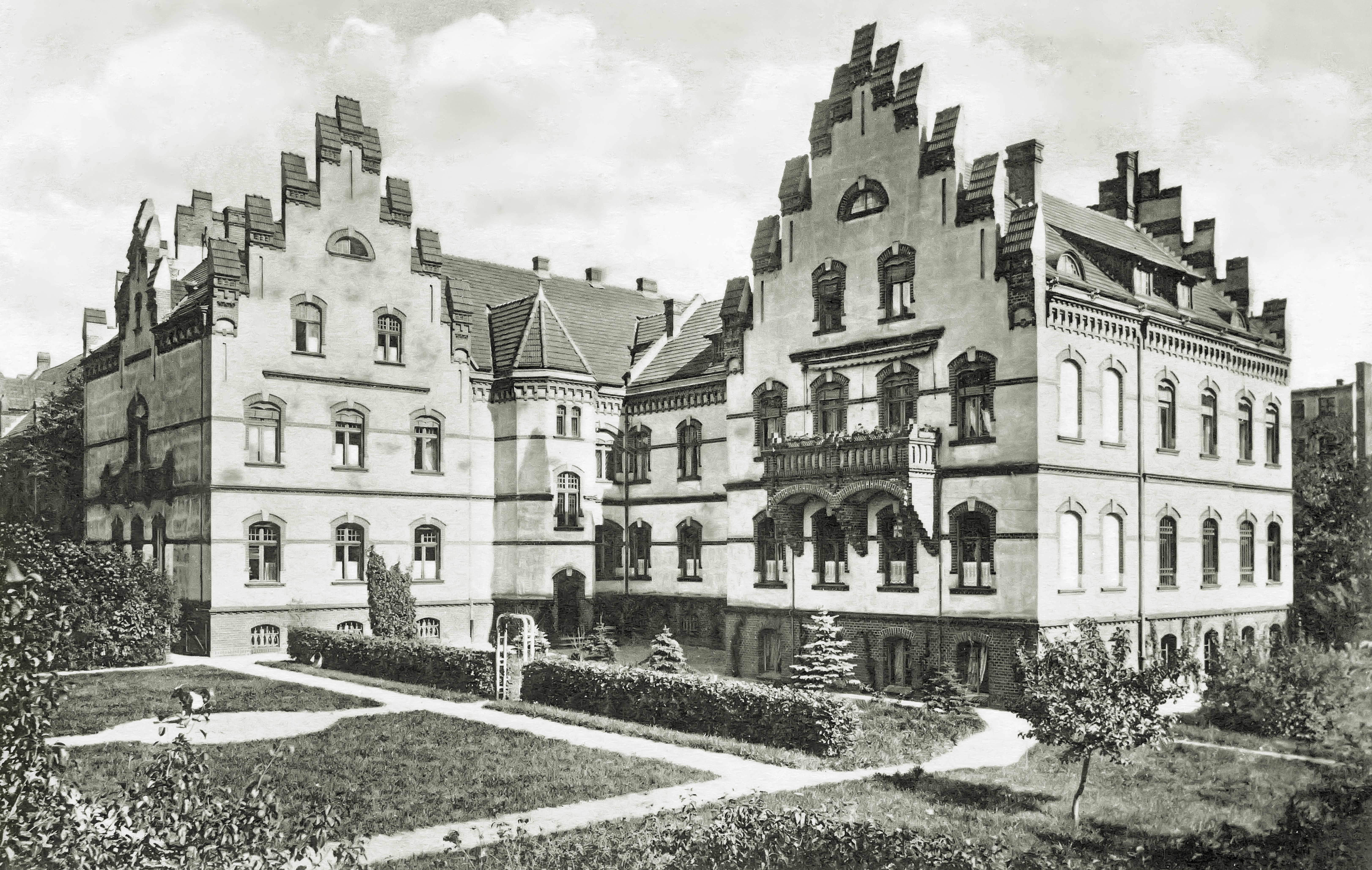
Bâtiment d'administration de l'arrondissement, Albrechtstr. 17 à Insterbourg

- 1782–181200Johann Friedrich Wilhelm von Losch
- 1818–184100Johann Burchard (1773–1841)
- 1841–184400Ludwig Wilhelm zu Dohna-Lauck
- 1845–185100Heinrich von Schirmeister
- 1851–187100Gustav Dodillet
- 1871–187900Konrad von Massow (de)
- 1879–188700Arthur Germershausen (de)
- 1887–189000Robert Davidson
- 1890–190300Hugo Brasch (de)
- 1903–190900Adolf Magnus
- 1909–191800Adolph Bölling Overweg (de)
- 1918–192000Heinrich Schumann (de)
- 1920–192800Viktor Grimpe
- 1928–193000Albert Voegt
- 1930–193500Ernst Lührmann (de)
- 1935–194500Karl von der Groeben (de)

### Élections
Dans l'Empire allemand, l'arrondissement d'Insterbourg et l'arrondissement de Gumbinnen forment la 3e circonscription du district de Gumbinnen (de).
- 1871 : Robert Müllauer (de), Parti progressiste allemand
- 1874 : Konstanz von Saucken-Julienfelde (de), Parti progressiste allemand
- 1877 : Konstanz von Saucken-Julienfelde, Parti progressiste allemand
- 1878 : Otto Saro, Parti conservateur allemand
- 1881 : Otto Saro, Parti conservateur allemand
- 1884 : Otto Saro, Parti conservateur allemand
- 1887 : Otto Saro, Parti conservateur allemand
- 1888 : Gustav Dodillet, Parti conservateur allemand
- 1890 : Gustav Dodillet, Parti conservateur allemand
- 1893 : Julius Mentz (de), Parti conservateur allemand
- 1898 : Julius Mentz, Parti conservateur allemand
- 1903 : Julius Mentz, Parti conservateur allemand
- 1907 : Julius Mentz, Parti conservateur allemand
- 1912 : Ernst Siehr, Parti populaire progressiste

### Constitution communale
L'arrondissement d'Insterbourg est divisé en la ville d'Insterbourg (jusqu'en 1902), en communes et - jusqu'à leur dissolution presque complète en 1929 - en districts de domaine indépendants. Avec l'introduction de la loi constitutionnelle prussienne sur les communes du 15 décembre 1933 et le code communal allemand du 30 janvier 1935, le principe du leader est imposé au niveau communal. Une nouvelle constitution de l'arrondissement n'est plus créée; les règlements d'arrondissement pour les provinces de Prusse-Orientale et Occidentale, de Brandebourg, de Poméranie, de Silésie et de Saxe du 19 mars 1881 est toujours en vigueur.

## Communes
Le 1er janvier 1938, l'arrondissement d'Insterbourg comprend 199 communes, dont seules Aulowönen (de) et Norkitten (de) comptent plus de 1000 habitants  :
| - Abschruten - Ackmenischken, Ksp. Aulowönen (de) - Ackmenischken, Ksp. Obehlischken (de) - Albrechtshöfen - Althof-Insterburg - Amwalde - Antargen - Aulowönen (de) - Auxkallen, Ksp. Georgenburg - Auxkallen, Ksp. Pelleningken (de) - Auxkallnehlen - Baginski - Bärensprung - Bergental - Bergfriede - Bernhardseck - Berszienen, Ksp. Jodlauken - Berszienen, Ksp. Pelleningken - Bessen - Bindszohnen (de) - Birkenfeld - Birkenhausen - Birkenhof - Blumental - Bublauken - Buchhof - Budwethen, Ksp. Aulowönen - Burbeln - Daupelken, Ksp. Berschkallen - Didlacken (de) - Dreibrücken - Dröschdorf - Drutschlauken (de) - Eichenberg - Eichenstein - Eichental - Eichhorn - Ernstwalde - Eszeratschen - Fehlbrücken - Finkengrund - Friedenau - Friedensfelde - Gaiden - Gaidszen - Gandrinnen - Georgenburg - Georgenburgkehlen - Georgental (de) - Geswethen (de) | - Gillischken (de) - Gnottau - Gravenort - Groß Berschkallen (de) - Groß Eschenbruch - Groß Franzdorf - Groß Gerlauken - Groß Jägersdorf - Groß Lasdehnen - Groß Laszeningken (de) - Groß Niebudszen (de) - Groß Schunkern - Groß Stobingen - Groß Warkau - Grünheide - Horstenau - Hutmühle - Ischdagehlen - Ischdaggen, Ksp. Georgenburg - Jägertal - Jänischken (de) - Jennen - Jessen - Jodlauken (de) - Kallwischken (de) - Kamputschen - Kamswyken - Karalene (de) - Karlswalde - Kastaunen - Klaukallen - Klein Berschkallen - Klein Bubainen - Klein Gerlauken - Klein Niebudszen (de) - Klein Reckeitschen - Klein Schunkern - Kleinlaschnicken - Kneiffen - Kraupischkehmen - Kumpchen - Kundern - Laugallen - Lenkeitschen - Lenkutschen (de) - Leputschen - Lindenberg - Lindenhausen - Lindenhöhe - Louisenthal | - Lugowen (de) - Matheningken (de) - Medukallen, Ksp. Grünheide (de) - Medukallen, Ksp. Pelleningken - Metschullen - Milszlauken - Mittel Warkau - Mittenwalde - Mohlen - Muldszehlen (de) - Myrthenhof - Nausseden - Neu Stobingen - Neuendorf - Neugrün - Neunischken (de) - Neuteich - Neuwalde - Norkitten (de) - Obehlischken (de) - Padrojen - Paducken - Pagelienen (de) - Pakalehnen - Paskirsnen - Patimbern - Pelleningken (de) - Perkunischken - Pesseln - Peterkehmen - Piaten - Pieragienen - Pillupönen - Pladden - Powehlischken - Pregelau - Pusberschkallen - Puschdorf - Rauducken - Rehfeld - Rosenthal (de) - Roßthal - Rudlauken - Saalau - Saugwethen (de) - Sauskeppen (de) - Schacken (de) - Scheppetschen - Schernupchen - Schillgallen | - Schmackerlauken - Schönwaldau - Schönwiese - Schuppinnen - Schwägerau - Schwirbeln - Seßlacken - Siegmundsfelde - Siemohnen - Siemonischken - Skardupönen, Ksp. Aulowönen - Skerdienen - Skungirren (de) - Snappen - Sprakten - Staatshausen - Stablacken - Staggen - Stagutschen - Stanken - Sterkeningken (de) - Stirkallen - Swainen - Szameitkehmen (de) - Szemlauken - Szierandszen (de) - Tammowischken (de) - Tannenfelde - Tarpupp - Tarputschen - Thieslauken - Tobacken - Trakinnen - Trakis - Triaken, Ksp. Berschkallen - Triaken, Ksp. Jodlauken (de) - Trumplauken - Uderballen - Uszballen (de) - Walddorf - Waldfrieden - Waldhausen - Wanniglauken - Warlen - Wasserlauken (de) - Waszeningken - Willschicken - Wirbeln - Wirtkallen |

L'arrondissement comprend également les trois districts de domaine non constitués en commune de Forst Eichwald, Forst PapuSchienen et Forst Kranichbruch.
Communes dissoutes avant 1945 

Dans l'arrondissement d'Insterbourg, il y a un nombre inhabituellement élevé de très petites communes, dont beaucoup sont incorporées dans de plus grandes communes voisines, en particulier dans les années 1928, 1929 et 1939 :
- Albrechtshöfen, le 1er avril 1939 à Siegmundsfelde
- Antschögstupönen, le 1er octobre 1929 à Saugwethen
- Augustlauken, 1896 zum Gutsbezirk Blumental
- Bärengraben (Klein Niebudszen), le 1er avril 1939 à Steinsee
- Bednohren, le 1er octobre 1929 à Saugwethen
- Berszienen, Ksp. Grünheide, le 30 septembre 1928 à Grünheide
- Birkenfeld (de), le 1er avril 1939 à Wirbeln
- Brandenau (Ischdaggen, Ksp. Georgenburg), le 1er avril 1939 à Schönwaldau
- Budupönen, le 30 septembre 1928 à Grünheide
- Budwethen, Ksp. Georgenburg, le 1er janvier 1932 à  Schönwaldau
- Damerau, le 17 octobre 1928 à Eichental
- Daubarren, le 1er juillet 1929 à Jodlauken
- Daupelken, Ksp. Norkitten, le 17 octobre 1928 à Uderballen
- Ernstwalde, le 1er avril 1939 à Buchhof
- Freiheit Georgenburg, 1894 zum Gutsbezirk Georgenburg
- Freimannsdorf (Baginski), le 1er avril 1939 à Jänichen
- Gaidehlen, le 1er juillet 1929 à Trumplauken
- Gräwenswalde, le 1er juillet 1929 à Neu Lasdehnen
- Groß Auxkallen, le 19 mai 1913 à Friedensfelde
- Groß Kalkeningken, le 17 octobre 1928 à Neugrün
- Groß Pruskehmen, 1895 zu Saalau
- Groß Reckeitschen, le 25 mars 1913 à Ischdaggen
- Groß Siegmuntinnen, le 30 septembre 1928 à Siegmundsfelde
- Groß Stobingen, le 1er avril 1939 à Stobingen
- Großlaschnicken (de) (Groß Lascheningken), le 1er avril 1939 à Laschnicken
- Groß Uszballen, 1897 à Uszballen
- Grüneberg, le 1er juillet 1929 à Groß Berschkallen
- Guttawutschen (de), le 1er juillet 1929 à Szacken
- Hasenfeld (Drutschlauken), le 1er juillet 1929 à Drutschlauken
- Heideck (Schillgallen), le 1er avril 1939 à Keilergrund
- Hoffnungsbrück (Powehlischken), le 1er avril 1939 à Eichenberg
- Hopfenau, le 30 septembre 1928 à Schwägerau
- Ischdaggen, Ksp. Pelleningken, le 1er juillet 1929 à Pelleningken
- Karlsdorf, le 1er juillet 1929 à Muldszehnen
- Kauschen, le 30 septembre 1928 à Horstenau
- Kemsen, le 17 octobre 1928 à Kallwischken
- Kermuschienen, 1895 zu Rudlauken
- Kiaunischken, le 30 octobre 1902 à Eichhorn
- Klein Aulowönen, le 17 octobre 1928 à Kallwischken
- Klein Auxkallen, am 19. Mai 1913 zu Friedensfelde
- Klein Jägersdorf, le 17 octobre 1928 à Jägertal
- Klein Kalkeningken, le 17 octobre 1928 à Neugrün
- Klein Popelken, le 1er juillet 1929 à Budwethen
- Klein Siegmuntinnen, le 30 septembre 1928 à Siegmundsfelde
- Klein Uszballen, 1897 zu Uszballen
- Klein Warkau, le 1er juillet 1929 à Mittel Warkau
- Kleinbirken (Klein Berschkallen), le 1er avril 1939 à Birken
- Kleinlaschnicken (Klein Lascheningken), le 1er avril 1939 à Laschnicken
- Kosacken, le 30 septembre 1928 à Neuendorf
- Kurreiten, am ca. 1905 in einen Gutsbezirk umgewandelt
- Lasdehnen, le 30 septembre 1928 à Abschruten
- Leitnershof, le 2 juillet 1910 à Didlacken
- Lepalothen, le 30 septembre 1928 à Myrthenhof
- Leppienen, le 1er juillet 1929 à Padrojen
- Löblauken, le 30 septembre 1928 à Myrthenhof
- Mangarben (de), le 30 septembre 1928 à Norkitten
- Milchfelde (Milszlauken), le 1er avril 1939 à Ossafurt
- Mohlen, le 1er avril 1939 à Bessen
- Nausseden, le 1er avril 1939 à Luisenberg
- Neu Lenkutschen, 1895 à Lugowen
- Neu Stobingen, le 1er avril 1939 à Stobingen
- Neu Warkau, le 17 octobre 1928 à Neugrün
- Nimmerfried, le 1er juillet 1929 à Gandrinnen
- Padau (Paducken), le 1er avril 1939 à Klein Schunkern
- Paplacken, le 30 septembre 1928 à Gnottau
- Paschmackern, le 30 septembre 1928 à Gnottau
- Pawarutschen, le 1er janvier 1932 à  Schönwaldau
- Pruskehmen, le 30 septembre 1928 à Saalau
- Radszuhnen, le 1er juillet 1929 à Jodlauken
- Ranglacken, le 17 octobre 1928 à Eichental
- Rauben, le 1er juillet 1929 à Eichhorn
- Ringelau (Auxkallen, Ksp. Georgenburg), le 1er avril 1939 à Schackenau
- Roßberg (Szemlauken), le 1er avril 1939 à Birkenhausen
- Rudlacken, le 30 septembre 1928 à Gnottau
- Schnappen (Snappen), le 1er avril 1939 à Birken
- Schruben, le 1er juillet 1929 à Pillwogallen
- Schukischken, 1895 au district de domaine de Gnottau
- Schweizersdorf (Pakalehnen), le 1er avril 1939 à Siegmanten
- Seitenbach (Daupelken, Ksp. Berschkallen), le 1er avril 1939 à Burbeln
- Sittenfelde (Ackmenischken, Ksp. Obehlischken), le 1er avril 1939 à Kirschland
- Skardupönen, Ksp. Pelleningken, le 1er octobre 1929 à Saugwethen
- Sugwethelen, 1888 à Saugwethen
- Tarpen (Tarputschen), le 1er avril 1939 à Insterblick
- Tobacken, le 1er avril 1939 à Schackenau
- Uszbundszen, le 30 septembre 1928 à Eichenstein
- Warglauken, le 23 juin 1911 à Ackmenischken
- Warlen, le 1er avril 1939 à Ossaquell
- Wasserlacken (Wasserlauken) (de), le 1er avril 1939 à Lindenberg
- Worpillen, le 30 septembre 1928 à Eichenstein

## Changements de noms de lieux
Dans les années 1920 et 1930, d'importants changements sont apportés aux noms de lieux dans l'arrondissement d'Insterbourg. Comme ils n'étaient pour la plupart « pas assez allemands », il s'agit d'ajustements phonétiques, de traductions ou d'inventions libres. Rien que le 3 juin 1938 (confirmé officiellement le 16 juillet 1938), 98 communes sur 199 sont rebaptisées .
| - Abschruten: Ossaquell - Ackmenischken, Ksp. Aulowönen (de): Steinacker - Ackmenischken, Ksp. Obehlischken (de): Sittenfelde - Alischken: Walddorf - Antargen: Argenquell - Aulowönen (de): Aulenbach (Ostpr.) - Auxkallen, Ksp. Georgenburg: Ringelau - Auxkallen, Ksp. Pelleningken: Hoheninster - Auxkallnehlen: Blumenbach - Baginski: Freimannsdorf - Berszienen, Ksp. Aulowönen: (1928) Birkenhof - Berszienen/Berschienen, Ksp. Jodlauken: Birklacken - Berszienen/Berschienen, Ksp. Pelleningken: Grünbirken - Bersziubchen: (1929) Birkenhausen - Bindszohnen/Bindschohnen (de): Binden - Blockinnen (de): Blocken - Bublauken: Brachenfeld - Budwethen: Streudorf - Daupelken, Ksp. Berschkallen: Seitenbach (Ostpr.) - Didlacken (de): Dittlacken - Draskinehlen: (1928) Lugowen - Draupchen: (1928) Friedenau - Drutschlauken: Hasenfeld - Dwarischken: (1928) Eichenberg - Eszeratschen/Escheratschen: Eschenhang - Gaidszen/Gaidschen: Wiesenblick - Gaitzuhnen: (1928) Althof-Insterburg - Gandrinnen: Storchfelde - Georgenburgkehlen: Kleingeorgenburg - Gerlauken: (1928) Waldfrieden - Geswethen (de): Landwehr (Ostpr.) - Gillischken (de): Insterblick - Groß Berschkallen (de): Birken (Ostpr.) - Groß Bubainen: (1928) Waldhausen - Groß Kamputschen: (1928) Blumental - Groß Lascheningken (de): Großlaschnicken - Groß Lasdehnen: Streusiedel - Groß Niebudszen/Groß Niebudschen (de): Steinsee (Ostpr.) - Groß Skripstienen: (1928) Fehlbrücken - Groß Wittgirren: (1928) Mittenwalde - Ischdagehlen: Brennersdorf - Ischdaggen, Ksp. Georgenburg: Brandenau - Jänischken (de): Jänichen - Jodlauken (de): Schwalbental - Kallwischken (de): Hengstenberg - Kamputschen: Kampeneck - Kamszarden: (1928) Bergental - Karalene (de): Luisenberg - Mühle Keppurren (de): Friedrichsmühle - Klaukallen: Timberquell - Klein Berschkallen: Kleinbirken - Klein Lascheningken: Kleinlaschnicken - Klein Niebudszen/Klein Niebudschen (de): Bärengraben - Klein Reckeitschen: Blüchersdorf - Kohlischken: (1928) Hutmühle - Kraupischkehmen: Erdmannsruh - Kurreiten: Finkengrund - Laugallen: Feldeck - Laukogallen: (1929) Bernhardseck - Leipeningken (de): Georgental - Lenkeitschen: Angerbrück - Lenkutschen (de): Schleifenau - Leputschen: Oberschwalben - Lindicken: (1928) Lindenberg - Lugowen (de): Großlugau - Matheningken (de): Mattenau - Medukallen (de), Ksp. Grünheide: Honigberg - Medukallen, Ksp. Pelleningken: Rehwiese - Metschullen: Lehwald | - Milschlauken: Milchfelde - Muldszehlen/Muldschehlen (de): Muldenwiese - Naggen: (1929) Lindenhausen - Neu Lasdehnen: Neuwalde - Neunischken (de): Neunassau - Obehlischken (de): Schulzenhof - Pabbeln: (1928) Amwalde - Padrojen: Drojental - Paducken: Padau - Pakalehnen: Schweizersdorf - Papuschienen: Grauden - Paskirsnen: Kirsnen - Patimbern: Birkenhorst - Pelleningken (de): Strigengrund - Perkunischken: Perkunsfelde - Peterkehmen: Peterstal - Pieragienen: Angerlinde - Pillupönen: Kuttenhöh - Pillwogallen: (1921) Lindenhöhe - Plattenischken: (1928) Rehfeld - Pleinlauken (de): Rosenthal - Powehlischken: Hoffnungsbrück - Pusberschkallen: Unterbirken (Ostpr.) - Rudlauken: Ossafurt - Saugwethen (de): Saugehnen - Sauskeppen (de): Sausen - Schacken (de): Schackenau - Schameitkehmen (Szameitkehmen) (de): Walkenau - Schemlauken: Roßberg - Scheppetschen: Oberschleifen - Schernupchen: Kirschland - Schierandschen (de): Schierheide - Schillgallen: Heideck - Schmackerlauken: Schmackerau - Schuiken: (1928) Buchhof - Schwirbeln: Güldenau - Siemonischken: Siegmanten - Skardupönen, Ksp. Aulowönen: Klingen (Ostpr.) - Skerdienen: Scherden - Skungirren (de): Scheuersdorf, Scheunenort - Snappen: Schnappen - Stablacken, Ksp. Puschdorf: (1928) Pregelau - Stagutschen: Dallwitz - Sterkeninken (de): Starkenicken - Stirgallen: Keilergrund - Strigehnen: Finkengrund - Szacken/Schacken (de): Schackenau - Tammowischken (de): Tammau - Tarpupönen: (1928) Bergfriede - Tarpupp: Angermoor - Tarputschen: Tarpen - Thieslauken: Tiesfelde - Trakinnen: Tannenschlucht - Trakis: Farndorf - Triaken, Ksp. Berschkallen: Tricken - Triaken, Ksp. Jodlauken (de): Schwerfelde - Trumplauken: Trumplau - Uderballen: Otterwangen - Uszballen/Uschballen (de): Dittau - Uszeszern: (1928) Roßthal - Wanniglauken: Falkenreut - Wascheninken: Grünacker - Wasserlauken (de): Wasserlacken - Werxnen: (1928) Neuteich - Wiepeningken: (1928) Staatshausen - Willschicken: Wilkental - Wirszeningken: (1928) Bärensprung - Wirtkallen: Wirtberg |

Petites villes, districts :
- Nendrin (de) : Altlugau

## Collège des enseignants de Karalene
Karalene (de) est le nom de l'école de formation des enseignants qui émerge du domaine d'Augstkummetschen. C'est à près de douze kilomètres au nord-est d'Insterbourg. Au cours de son séjour en Prusse-Orientale, la reine Louise reconnaît le besoin d'éducation de la population prussienne-lituanienne et encourage la formation d'enseignants du primaire de langue lituanienne lors d'un séminaire spécial. En 1811, l'État prussien achète le bâtiment résidentiel du domaine de Wolfshagen, ainsi que douze acres de parc et 14 acres de champs, et construit un établissement d'enseignement, à partir duquel le collège des enseignants se développe. Son nom Karalene (lit. karaliene : reine) rappelle Louise. Karalene en 1815 compte soixante habitants vivant dans un seul foyer. Après la retraite du directeur Preuss en 1857, il est suivi en 1859 par le professeur de séminaire Karl Benjamin Zacharias. La congrégation protestante fondée pour le séminaire des enseignants tient ses offices dans l'auditorium du séminaire. En 1860, elle reçoit des objets sacrés de l'orphelinat royal de Königsberg. Les responsables du séminaire agissent en tant que pasteurs. Karalene tient ses propres registres paroissiaux de 1860 à 1919. En 1871, le collège des enseignants se compose de trois bâtiments résidentiels dans lesquels 136 résidents vivent dans huit ménages, dont 107 hommes. Tous les résidents sont des citoyens prussiens et des protestants. Avec la dissolution du collège de formation des enseignants en 1924, l'église s'éteint également. La ville d'Insterbourg utilise le bâtiment comme maison de repos et de retraite pour enfants. En 1939, Karalene et Nausseden sont regroupées sous le nom de Luisenberg.

## Personnalités liées à l'arrondissement
- Wilhelm Dietrich von Manstein (de) (1741–1809), général de division
- Rudolf von Schön (1810–1891), général de cavalerie
- Wilhelm Brindlinger (de) (1890-1967), dernier maire allemand de Memel
- Ernst Kasenzer (de) (1891-1943), missionnaire du peuple évangélique, membre de l'Église confessante
- Werner Maser (1922-2007), historien né à Paradeningken (de)